# Tribunalul Constanța
Tribunalul Constanța este un monument istoric aflat pe teritoriul municipiului Constanța.